# پتروشیمی شازند اراک

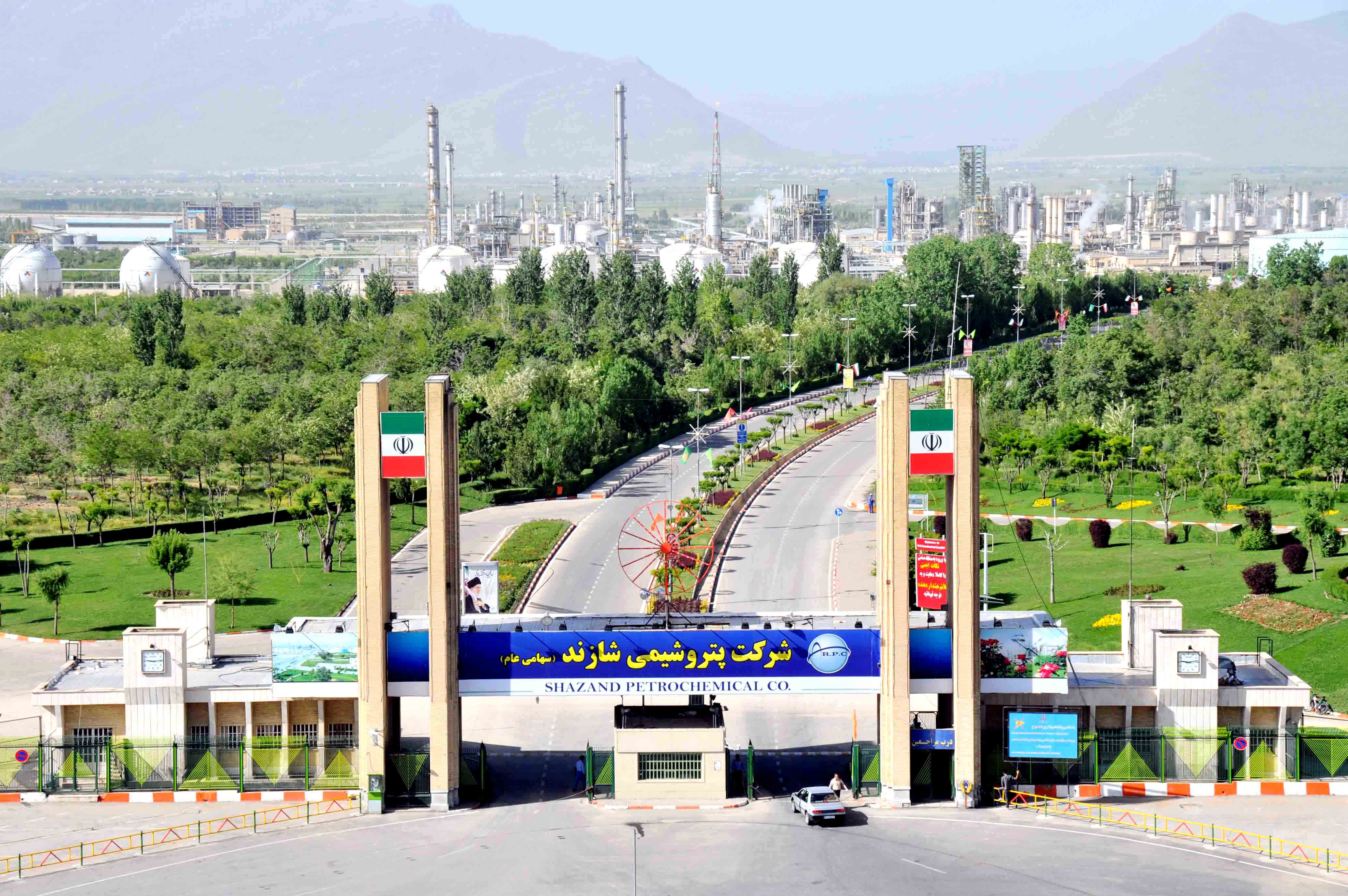
ورودی پتروشیمی شازند اراک

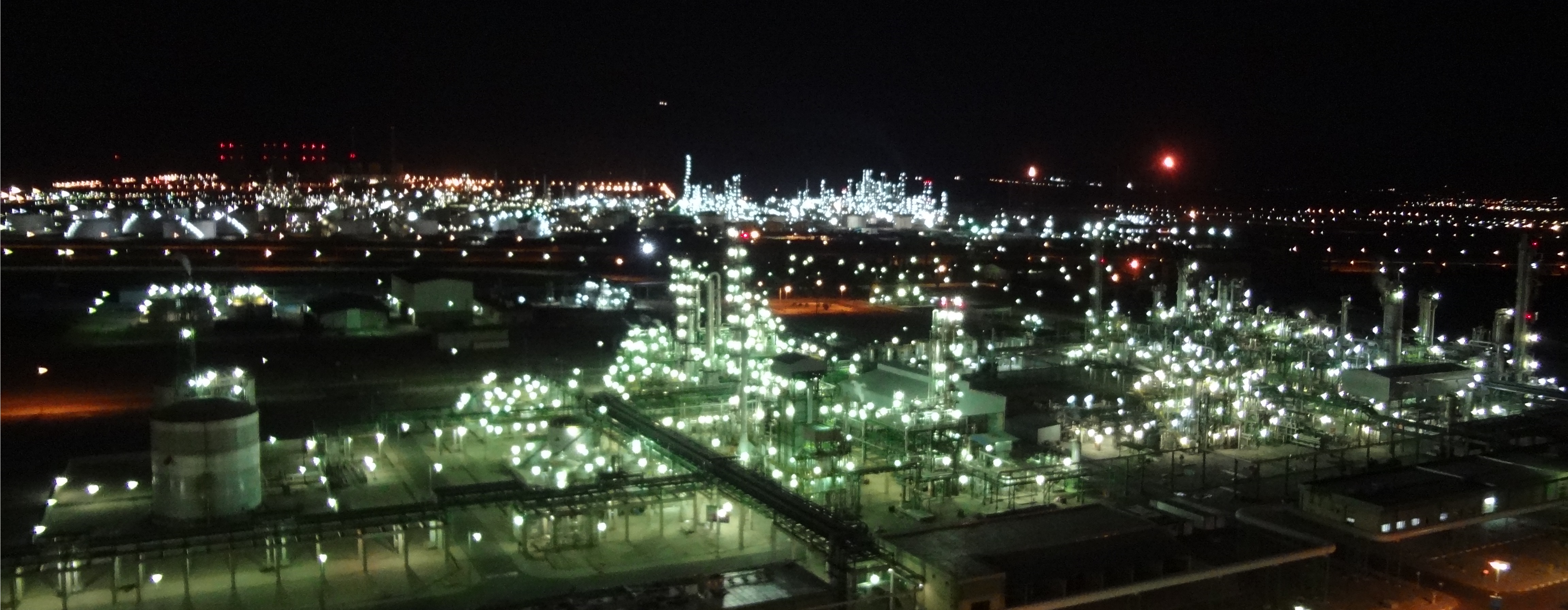
نمای شب از پتروشیمی، پالایشگاه و نیروگاه شازند اراک

شرکت پتروشیمی شازند اراک، یکی از بزرگترین تولیدکنندگان محصولات پلیمری و مواد شیمیایی و همچنین از مهم‌ترین طرح‌های زیربنایی کشور ایران است که در سال ۱۳۶۳ به تصویب رسید و فاز نخست آن در سال ۱۳۷۲ مورد بهره‌برداری قرار گرفت. پتروشیمی اراک به‌عنوان دارندۀ متنوع‌ترین سبد محصولات پتروشیمی در میان مجتمع‌های پتروشیمی ایران شناخته می‌شود.
پتروشیمی شازند اراک در کیلومتر ۲۲ جاده اراک به همدان جنب پالایشگاه شازند اراک قرار دارد.

## موضوع فعالیت شرکت
شرکت پتروشیمی شازند اراک از نوع سهامی عام می‌باشد.
از جمله اهداف احداث این مجتمع به موارد زیر اشاره شده‌است:
- احداث مجتمع پتروشیمی به منظور فعالیت در برخی رشته‌های پتروشیمی و شیمیایی و صنایع وابسته به آن
- تهیه و تولید انواع مواد و فراورده‌های پتروشیمی از قبیل پلی‌اتیلن، پلی‌پروپیلن، بوتادی‌ان، پلی‌بوتادی‌ان، اسید استیک، وینیل‌استات، اتیلن‌اکساید و اتیلن‌گلیکول‌ها، ۲-اتیل‌هگزانول و بوتانول‌ها، اتانول‌آمین‌ها
- تشکیل انواع شرکت‌ها یا مشارکت (حقوقی یا مدنی) با شرکت‌ها
- مبادرت به خرید و فروش اموال و معاملات بازرگانی داخلی و خارجی
- استفاده از تسهیلات مالی و اعتباری بانک‌ها و موسسات اعتباری
- خرید و فروش سهام شرکت‌های تولیدی و خدماتی
- خرید و فروش اوراق بهادار
- انجام عملیات خدماتی، مالی، اعتباری و بازرگانی در حدود موضوع شرکت
- اخذ نمایندگی، ایجاد شعبه و اعطاء نمایندگی در داخل و خارج از کشور
- انجام کلیه عملیاتی که به‌طور مستقیم یا غیر مستقیم برای تحقق اهداف شرکت لازم و مفید بوده یا در جهت اجرای موضوع شرکت ضرورت داشته باشد

این شرکت در زمینه تولید کاتالیست فرایندهای تولید پلی‌اتیلن و پلی‌پروپیلن نیز فعال است. به‌علاوه این شرکت تنها پتروشیمی در ایران است که سوخت کشتیرانی تولید می‌کند. واحد الفین این شرکت سالانه ۴۰هزار تن (معادل تقریباً ۵۰ میلیون لیتر) سوخت کشتی را تحویل شرکت‌های کشتیرانی ایران می‌دهد.

## زمان بهره‌برداری واحدهای مجتمع[۸]
| ۱۳۷۲ | الفین، مخلوط هیدروکربن‌های هیدروژنه (بنزین پیرولیز)، پلی‌پروپیلن، بوتن-۱، پلی‌اتیلن سبک‌خطی                                                                                            |
| ۱۳۷۳ | پلی‌اتیلن سنگین، بوتادی‌ان، اکسید اتیلن، اتیلن‌گلایکول‌ها، پلی‌بوتادی‌ان |
| ۱۳۷۴ | وینیل استات، دو اتیل هگزانول و بوتانول‌ها، اسید استیک |
| ۱۳۷۶ | آلاکلر و بوتاکلرو کلرواستیل کلراید |
| ۱۳۷۸ | اتانول آمین‌ها |
| ۱۳۸۲ | اتوکسیلات‌ها |
| ۱۳۸۴ | طرح توسعه مخلوط هیدروکربن‌های هیدروژنه (بنزین پیرولیز)، طرح توسعه نیروگاه، طرح مخازن جدید الفین، فاز ۱ طرح توسعه پلی‌پروپیلن، فاز ۱ طرح توسعه الفین                                  |
| ۱۳۸۵ | تولید آزمایشی پارافین کلره |
| ۱۳۸۶ | فاز ۲ طرح توسعه الفین، طرح توسعه پلی‌اتیلن سنگین، طرح توسعه سرویس‌های جانبی شامل: آب صنعتی (DM)، تولید هوای فشرده (Air Compressor)، جداسازی اکسیژن و نیتروژن (N2/O2) کولینگ‌های (C.T) |
| ۱۴۰۰ | تولید سوخت کشتیرانی، بهره‌برداری از دو مخزن کروی و کلنگ‌زنی احداث واحد تولید بنزن |

## مشخصات جغرافیایی
این مجتمع در جوار پالایشگاه نفت شازند اراک واقع در کیلومتر ۲۰ جاده اراک - همدان و در زمینی به مساحت ۵۲۳ هکتار احداث گردیده‌است.

## دست‌آوردهای مهم
- دارنده گواهینامه مدیریت کیفیت ISO 9001: 2008[۹]
- دارنده گواهینامه مدیریت زیست‌محیطی ISO 14001: 2004 + AC: 2009[۹]
- دارنده گواهینامه سیستم مدیریت ایمنی و بهداشت شغلی OHSAS 18001: 2007[۹]
- دارنده گواهینامه امنیت اطلاعات ISO/IEC 27001: 2013[۹]